# HD 201567
HD 201567，又名BD-09 5674，SAO 145171、HR 8096，是一颗恒星，视星等为6.27，位于銀經40.83，銀緯-35.15，其B1900.0坐标为赤經21h 5m 23.4s，赤緯-9° -35.15′ 35″。